# Cicârlău, Maramureș
Cicârlău (în maghiară Nagysikárló) este satul de reședință al comunei cu același nume din județul Maramureș, Transilvania, România. Comuna Cicârlău cuprinde și satele Bârgău, Ilba și Handalu Ilbei.

## Etimologie
Etimologia numelui localității: din subst. ciucă „culme, pisc, vârf" (termen autohton, cf. alb. čuka „culme"; substrat) sau subst. arhaic ciucarlie „deal mic în formă de cioc" > Ciocârlău (< cioc + suf. -ărlău, prin despicarea lui -l-) > Cicârlău. 

## Istoric
Prima atestare documentară în 1407 (O-Sikárlo). În perioada interbelică a făcut parte din județul Satu Mare.

## Demografie
La recensământul din 1930 au fost înregistrați 1.458 locuitori, dintre care 1.386 români, 42 evrei, 24 maghiari, 3 țigani, 2 slovaci și 1 german. Sub aspect confesional populația era alcătuită din 1.384 greco-catolici, 42 mozaici, 14 romano-catolici, 12 reformați, 4 ortodocși și 2 baptiști.

## Manifestări tradiționale locale
- Festivalul de folclor Alină-te, dor, alină (luna septembie).

## Personalități locale
- Nicolae Sabău (n. 1929 - d. 2020), cântăreț de muzică populară, folclorist și muzician român, primar al comunei Cicârlău (2004-2008);
- Nicolae Goja (n. 1958), prozator și jurnalist român, redactor-șef al Graiul Maramureșului.